# Rouffy
Rouffy ist eine französische Gemeinde mit 110 Einwohnern (Stand 1. Januar 2022) im Département Marne in der Region Grand Est (vor 2016 Champagne-Ardenne). Sie gehört zum Arrondissement Épernay (bis 2017 Châlons-en-Champagne) und zum Kanton Vertus-Plaine Champenoise. Die Einwohner werden Ruffiots genannt.

## Lage
Villeneuve-Renneville-Chevigny liegt etwa 27 Kilometer südsüdöstlich von Reims am Flüsschen Berle. Umgeben wird Villeneuve-Renneville-Chevigny von den Nachbargemeinden Flavigny im Norden und Nordwesten, Saint-Mard-lès-Rouffy im Osten und Nordosten, Vouzy im Süden, Villeneuve-Renneville-Chevigny im Westen und Südwesten sowie Blancs-Coteaux im Westen und Nordwesten.

## Bevölkerungsentwicklung
| Jahr                       | 1962 | 1968 | 1975 | 1982 | 1990 | 1999 | 2006 | 2011 | 2018 |
| -------------------------- | ---- | ---- | ---- | ---- | ---- | ---- | ---- | ---- | ---- |
| Einwohner                  | 86   | 73   | 71   | 73   | 74   | 94   | 84   | 98   | 112  |
| Quellen: Cassini und INSEE |      |      |      |      |      |      |      |      |      |

## Sehenswürdigkeiten

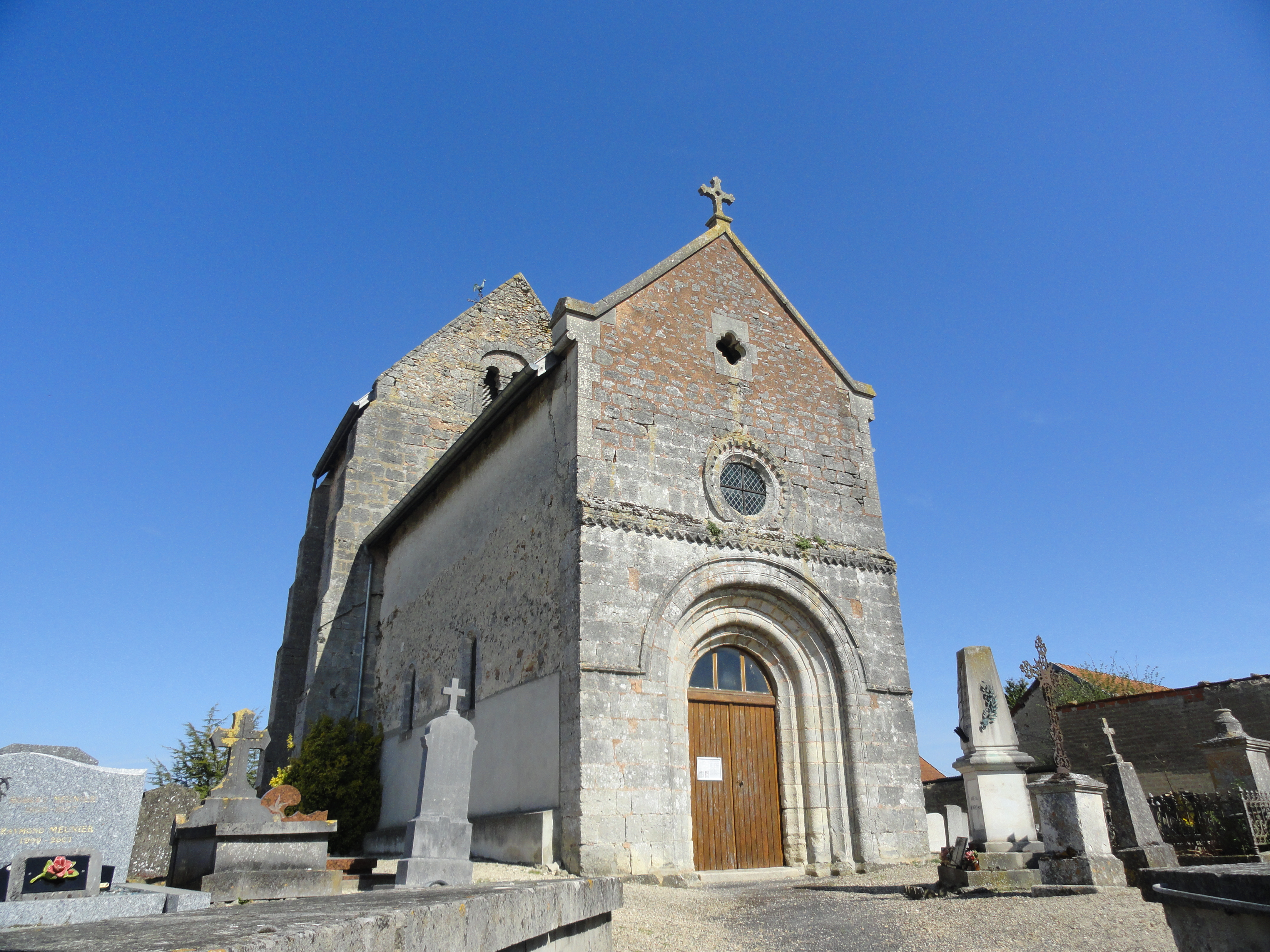
Kirche Nativité-de-la-Vierge

- Romanische Kirche Nativité-de-la-Vierge